# Liga de Futebol da Guiana Francesa
A Liga de Futebol da Guiana Francesa (em francês: Ligue de Football de Guyane, ou LFG) é o ramo local da Federação Francesa de Futebol, órgão dirigente do futebol na Guiana Francesa, uma vez que o país é um departamento ultramarino da República Francesa. Ela é a responsável pela organização dos campeonatos disputados no país, bem como da Seleção Nacional.